# Дудаков, Александр Васильевич
Алекса́ндр Васи́льевич Дудако́в (7 марта 1919, село Согласовка, Саратовская губерния — 20 апреля 2012) — генерал-майор авиации (1965), Герой Советского Союза (1948).

## Биография

### Детство и юность
Родился в семье рабочего. В 1927 году семья Дудаковых переехала в город Ртищево, где Александр окончил неполную среднюю школу. С 1936 года в рядах Красной Армии. По комсомольскому набору поступил в Энгельсскую военно-авиационную школу лётчиков. По окончании школы в декабре 1938 года, был оставлен в ней в должности лётчика-инструктора. Готовил курсантов на самолётах У-2, Р-5 и СБ. После многочисленных рапортов получил направление в действующую армию.

### Военные годы
С июня 1942 года и до победы в Великой Отечественной войне сражался с немецко-фашистскими захватчиками на многих фронтах. Служил в составе 37-го бомбардировочного авиаполка, где освоил американский бомбардировщик B-25 Mitchell. В конце августа 1942 года Дудакова перевели в состав 1-й авиаэскадрильи 125-го бомбардировочного авиаполка. 15 сентября 1942 года А. В. Дудаков совершил первый боевой вылет, а уже с октября 1942 года экипаж Дудакова стали посылать на задания в качестве лидера-осветителя.
6 ноября 1942 года Александру Васильевичу было присвоено звание старшего лейтенанта. Через несколько дней после этого его экипаж лидировал восьмёрку B-25 в налёте на железнодорожный узел Витебска, в результате которого было уничтожено 24 паровоза и 500 вагонов. Полки, на вооружении которых стояли B-25, работали, в основном, по ночам. При этом экипажам нередко приходилось сталкиваться с ночными истребителями противника. Экипаж Дудакова не стал исключением. Так, при подлёте к Клину, экипажу Дудакова удалось сбить ночной истребитель Мессершмитт Bf.110, преследовавший их. 11 ноября 1942 года Дудаков был назначен командиром звена 1-й авиаэскадрильи.
В марте 1943 года экипаж Дудакова совершил 26 боевых вылетов. Это был выдающийся результат для авиации дальнего действия. 30 июля 1943 года Дудаков был назначен заместителем командира 1-й авиаэскадрильи. В том же 1943 году Александр Васильевич испытывал один из немногих B-25G, вооружённых 75-мм пушкой. Хотя испытания показали, что сноп огня при выстреле из пушки ослепляет лётчика, Дудаков совершил на этом самолёте два боевых вылета, в первом из которых 8 октября 1943 года с помощью этой пушки уничтожил локомотив.
С 1943 по 1944 годы экипаж Дудакова нанёс ряд ударов по Констанцу, Праге, Бреслау, Данцигу, Будапешту, Варшаве. 6, 16 и 26 февраля 1944 года, участвуя в налётах на Хельсинки, лидировал полк. Четыре раза бомбил позиции противника при освобождении Севастополя. 8 мая 1944 года атаковал корабли, грузившиеся в бухте Казачья. 5 июня 1944 года капитан Дудаков был назначен командиром 1-й авиаэскадрильи, а 27 июля того же года ему присвоили звание майора.
В конце 1944 года Дудаков возглавил группу из 6 самолётов для заброски разведывательных групп на территорию Германии и Чехословакии. 11 апреля 1945 года в ходе дневного удара по укреплениям Бреслау один из моторов B-25 Дудакова был повреждён огнём зенитной артиллерии. Несмотря на это, выполнив задание, экипаж дотянул до ближайшего аэродрома.
Командир эскадрильи 15-го гвардейского бомбардировочного авиаполка гвардии майор А. В. Дудаков к маю 1945 года совершил 215 боевых вылетов на бомбардировку военных объектов противника в Будапеште, Варшаве, Кёнигсберге. Войну экипаж завершил вылетами на Бреслау, Свинемюнде и Берлин.
Экипаж А. В. Дудакова был стабильным: штурман — А. Ф. Попов; стрелок-радист — В. Голиков, после него А. Сахно; воздушные стрелки — И. Сподарец и Е. Забояркин; вторые пилоты: Н. Самолётов (погиб), Н. Седун, И. Кокин.

### Послевоенные годы
А. В. Дудаков командовал 1-й авиаэскадрильей 15-го гвардейского бомбардировочного авиаполка до 1949 года . В 1952 году, закончив Военно-воздушную академию в Монино, Александр Васильевич служил заместителем командира 208-го авиаполка в Сеще на Ту-4, а в 1955 году был назначен на должность командира этого полка. С декабря 1957 года Дудаков несколько месяцев был заместителем командира авиадивизии в Моздоке и 79-й авиадивизии в Шайковке.
В 1958 году А. В. Дудаков поступил в Военную академию Генштаба, по окончании которой в 1960 году, был назначен на должность заместителя командира 22-й гвардейской дальнебомбардировочной авиационной дивизии со штабом в Бобруйске, а с 1963 года — командира этой дивизии. В 1965 году А. В. Дудакову присвоили звание генерал-майора авиации.
С 1968 года Александр Васильевич преподавал в Военно-воздушной академии имени Гагарина. С 1974 года генерал-майор авиации А. В. Дудаков — в запасе. Работал инженером в Центральном конструкторском бюро в Москве. Жил в пгт Монино Щёлковского района Московской области.
Скончался 20 апреля 2012 года. Похоронен на Монинском мемориальном кладбище.

## Награды
- Герой Советского Союза (23 февраля 1948).
- Орден Ленина (23.02.1948.1948).
- Два ордена Красного Знамени.
- Два ордена Отечественной войны 1-й степени.
- Два ордена Красной Звезды .
- Медаль «За взятие Будапешта».
- Медаль «За боевые заслуги».
- Медали.
- Почётный гражданин города Ртищево.

## Память
- В поселке Монино Московской области по улице Маслова дом 5, где проживал Герой, установлена мемориальная доска.
- Мемориальная доска в память о Дудакове установлена Российским военно-историческим обществом на здании Ртищевской неполной средней школы № 1, где он учился.

- Мемориальная доска Герою Советского Союза А. В. Дудакову.

## Видеоинтервью
- Дудаков Александр Васильевич — Интервью — Всероссийский проект «Наша общая Победа».